# تپه سراشکفت
تپه سراشکفت مربوط به هزاره ۳- دوره عیلامیان است و در شهرستان چرداول، بخش شیروان، روستای کلی کلی واقع شده و این اثر در تاریخ ۱۴ مرداد ۱۳۸۲ با شمارهٔ ثبت ۹۵۱۰ به‌عنوان یکی از آثار ملی ایران به ثبت رسیده است.